# 山田輪盛館

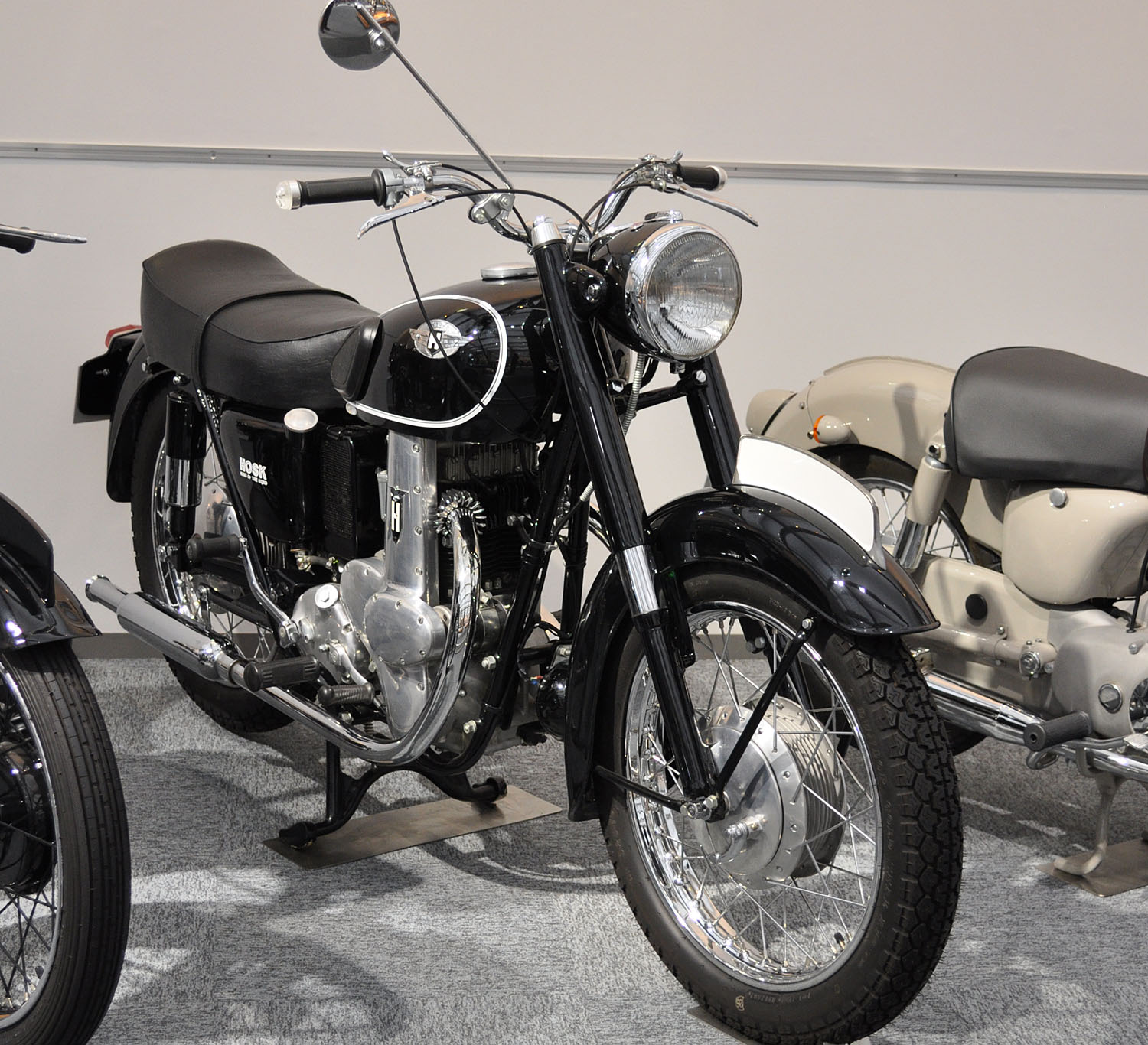
ホスク 500 DA (1955年)

 山田輪盛館（やまだりんせいかん）は1909年から1968年まで存在したオートバイ、輸入車自動車の販売店。ホスク号などのオートバイの開発・製造も行った。
1886年生まれの山田光重が1909年2月11日、23歳の時に文京区本郷三組町にて自転車の販売・修理を業として設立。野沢組などが輸入したNSU（ドイツ）、LMC・トライアンフ（英国）などのオートバイの販売も行い、工場に旋盤の名人・長沢基一、板金の名人・田中八五郎がいたこともあり、アフターサービスが充実していることで業績を伸ばす。1910年、神田多町に移転、時計やラジオ、輸入雑貨も扱うようになるが、主力のオートバイも国産サンライズ号、英国のBSA、米国のハーレーダビッドソンなど取扱い車種を拡充、業績を伸ばした。
第二次世界大戦で長男・武雄が戦死、失意の山田光重は1949年に他界するが、女婿の大関日出吉が継承、大関は山田輪盛館で輸入オートバイを取り扱う傍ら、新宿区東大久保に㈱山輪を設立し、「HORSE」ブランドでエンジン、ミッション、サドル、スピードメーター、オイルポンプその他のオートバイ部品を製作した。
山田輪盛館が販売元となったこれら部品を用いたオートレース用のマシンは好成績を収めた。部品製造はやがて完成車生産に発展、1953年には完成車の製造を目的として目黒区緑が丘に日本高速機関㈱が設立され、HOSK(ホスク)号が生産開始される。HOSKの語源は、開発に携わったH(堀)､O(大関)､S(清水)､K(木村)各人のイニシャルである。優秀な性能とヨーロッパスタイルの外観を持つ、当時としては珍しいマニア向けのスポーツモデルであった。
1959年にホスク号の製造権と生産設備は沼津市の昌和製作所(ライトクルーザー・クルーザー号を製造)に譲渡され、山田輪盛館は本業であった輸入販売(アリエル(英国)・ツェンダップ(ドイツ)などを販売)に戻る。
この頃から四輪自動車の輸入にも進出、イタリアのアバルト、ランチア、フランスのファセル・ヴェガ、ドイツのグラースなど、当時としては極めてマニアックな高性能車の輸入を手がけた。当然これらの車種の販売台数は少数に留まり、しかもファセル・グラースは倒産、ランチア輸入権は国際自動車商事に戻り、輸入オートバイも国産車の性能向上で欧州メーカーは不振となり、市場が狭まる一方で、山田輪盛館の業績は下降の一途を辿った。この結果1968年、山田輪盛館は大関社長の死とともに廃業した。